# 贝尼卡西姆
贝尼卡西姆，是西班牙瓦伦西亚自治区卡斯特利翁省的一个市镇。总面积36平方公里，总人口12456人（2001年），人口密度346人/平方公里。

## 友好城市
- 法國 埃维昂莱班